# Geraldine Brooks (Schauspielerin)

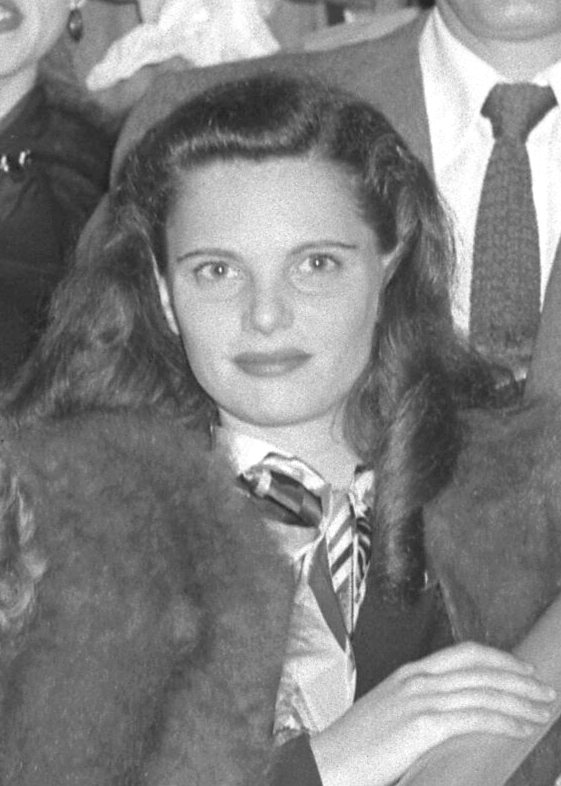
Geraldine Brooks (1947)

Geraldine Brooks (* 29. Oktober 1925 in New York City; † 19. Juni 1977 in Riverhead, New York; eigentlich Geraldine Stroock) war eine US-amerikanische Schauspielerin.

## Leben
Geraldine Stroock wurde 1925 als Tochter niederländischer Eltern geboren, sie wählte später für ihre Schauspielkarriere den Nachnamen Brooks. Ihre Mutter war eine Kostümbildnerin beim Theater und ihr Vater hatte ein Kostümgeschäft in New York. Ihre ältere Schwester Gloria Stroock (1924–2024) wurde ebenfalls Schauspielerin.
Geraldine Brooks erhielt eine Schauspielausbildung in New York und spielte zunächst an Repertoiretheatern in der Provinz und am Broadway. 1947 erhielt sie ihre erste Filmrolle, als sie neben Errol Flynn und Barbara Stanwyck in Der Fluch des Wahnsinns auftrat. Im selben Jahr war sie neben Joan Crawford in Hemmungslose Liebe als deren Stieftochter zu sehen. Sie stand in dieser Zeit unter Vertrag bei Warner Brothers und wurde als elegante Brünette in der Presse mitunter aufwendig als „neue Katharine Hepburn“ vermarktet, diese hohen Erwartungen erfüllten sich aber nicht, auch da sie zumeist in weniger spektakulären ingenuen Rollen besetzt wurde. 1949 spielte sie unter Regie von Max Ophüls in dem Thriller Schweigegeld für Liebesbriefe die Filmtochter von Joan Bennett; ein Jahr später erschien der Film Vulcano, den sie mit William Dieterle vor Ort in Italien gedreht hatte.
1952 kehrte sie mit dem Theaterstück The Time of the Cuckoo, in dem sie an der Seite von Shirley Booth spielte, an den Broadway zurück. In den folgenden 25 Jahren bis zu ihrem Tod spielte sie viel Theater und war zuletzt Anfang 1977 in Jules Feiffers Revue Hold Me zu sehen. Gleichzeitig begann sie ab den 1950er-Jahren, in zahlreichen Fernsehproduktionen aufzutreten, darunter Gastauftritte in bekannten Serien wie Bonanza, Die Leute von der Shiloh Ranch, Ihr Auftritt, Al Mundy und Die Straßen von San Francisco. Auf der Kinoleinwand war sie hingegen nur noch äußerst selten zu sehen. Insgesamt umfasst ihr filmisches Schaffen 13 Kinofilme und über 75 Fernsehproduktionen.
1958 heiratete sie den Fernsehautor Herbert Sargent. Das Paar ließ sich 1961 wieder scheiden. 1964 heiratete Geraldine Brooks den Schriftsteller und Oscarpreisträger Budd Schulberg. Sie waren bis zu ihrem frühen Tod im Jahr 1977 verheiratet. Geraldine Brooks starb im Alter von 52 Jahren an Brustkrebs und wurde auf dem Westhampton Cemetery in Suffolk County, New York, beigesetzt.

## Filmografie (Auswahl)

### Kino
- 1947: Der Fluch des Wahnsinns (Cry Wolf) – Regie: Peter Godfrey
- 1947: Hemmungslose Liebe (Possessed) – Regie: Curtis Bernhardt
- 1948: Embraceable You – Regie: Felix Jacoves
- 1948: An Act of Murder – Regie: Michael Gordon
- 1949: Sie ritten mit Jesse James (The Younger Brothers) – Regie: Edwin L. Marin
- 1949: Schweigegeld für Liebesbriefe (The Reckless Moment) – Regie: Max Ophüls
- 1949: Lassie in Not (Challenge for Lassie) – Regie: Richard Thorpe
- 1950: Ich war eine Sünderin (Ho sognato il paradiso) – Regie: Giorgio Pàstina
- 1950: Vulcano – Regie: William Dieterle
- 1952: Der eiserne Handschuh (The Green Glove) – Regie: Rudolph Maté
- 1957: Straße der Sünderinnen (Street of Sinners) – Regie: William A. Berke
- 1966: Johnny Tiger – Regie: Paul Wendkos
- 1975: Was nützt dem toten Hund ein Beefsteak? (Mr. Ricco) – Regie: Paul Bogart

### Fernsehen (Auswahl)
- 1954–1961: The United States Steel Hour (5 Folgen)
- 1960: Have Gun – Will Travel (1 Folge)
- 1960: Gnadenlose Stadt (Naked City, 1 Folge)
- 1961/1966: Bonanza (2 Folgen)
- 1962: Perry Mason (1 Folge)
- 1963: Am Fuß der blauen Berge (Laramie, 1 Folge)
- 1963: Preston & Preston (The Defenders, 1 Folge)
- 1963/1964: The Outer Limits (2 Folgen)
- 1963–1967: Auf der Flucht (The Fugitive, 3 Folgen)
- 1963/1968: Die Leute von der Shiloh Ranch (The Virginian, 2 Folgen)
- 1965: Daniel Boone (1 Folge)
- 1966: Rauchende Colts (Gunsmoke, 1 Folge)
- 1966: Mini-Max (Get Smart, 1 Folge)
- 1967: Wettlauf mit dem Tod (Run for Your Life, 1 Folge)
- 1967: High Chaparral (The High Chaparral, 1 Folge)
- 1968: Mannix (1 Folge)
- 1969: Der Strafverteidiger (Judd, for the Defense, 1 Folge)
- 1969: Ihr Auftritt, Al Mundy (It Takes a Thief, 1 Folge)
- 1971: Dr. med. Marcus Welby (Marcus Welby, M.D., 1 Folge)
- 1972: Der Chef (Ironside, 1 Folge)
- 1972: Die Straßen von San Francisco (The Streets of San Francisco, 1 Folge)
- 1973: Kung Fu (1 Folge)
- 1973: Cannon (1 Folge)
- 1973: Barnaby Jones (1 Folge)
- 1973–1974: Faraday and Company (4 Folgen)
- 1975: McMillan & Wife (1 Folge)
- 1976: The Dumplings (10 Folgen)
- 1976: Baretta (1 Folge)
- 1976: Executive Suite (3 Folgen)